# Внешняя торговля Русского царства

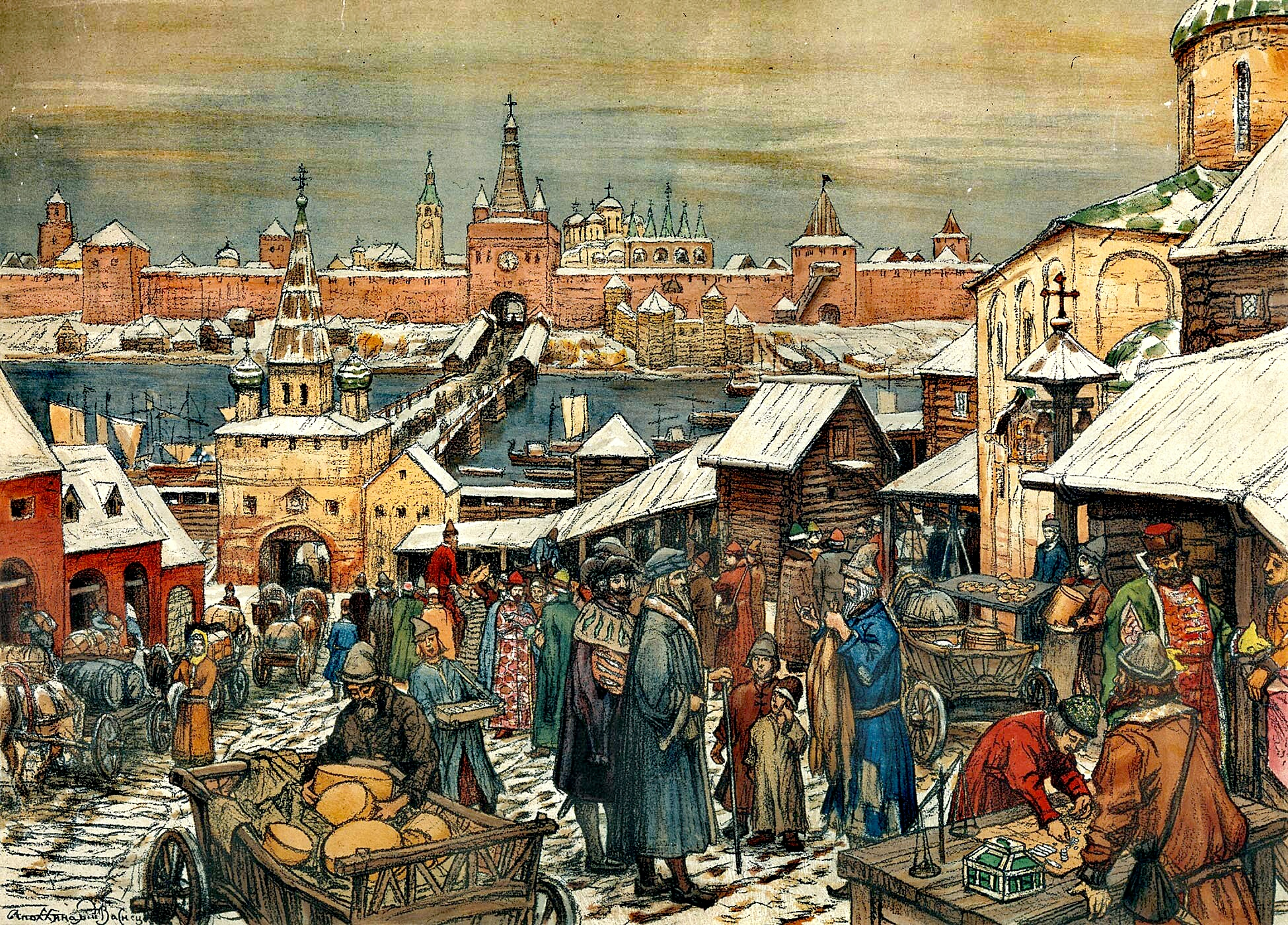
А. М. Васнецов. Новгородский торг.

Торговля Русского царства с другими странами, как правило, оптовая, меновая. Иностранные купцы, торгующие на золотую и серебряную монеты, получали дополнительные привилегии. Товарные кредиты выдавались чаще всего на один год — с сентября до сентября.
Торговля проходила обычно зимой из-за плохого состояния дорог летом. Летом основным транспортом внутри страны был речной транспорт. Торговля ведётся в порубежных городах.

## Общий обзор
С образованием единого Русского государства для иноземных купцов были открыты лишь «порубежные города». Для поездки вглубь страны торговому иноземцу требовалось иметь специальное разрешение, однако для купцов из ряда государств на основании договоров с ними такого разрешения не требовалось. В начале XVI века произошло оживление европейской торговли России, которая стремилась к расширению прямых торговых контактов минуя посредничество Ганзы. Россия вывозила воск и пушнину, но эти традиционные экспортные товары постепенно вытеснялись кожей, салом, ворванью, льном, пенькой, поташом. Что касается импорта, то поскольку в России в то время не было производства цветных металлов, ввоз меди, свинца, олова, а также оружия и боеприпасов имел принципиальное значение. 
В XV веке в Москву приезжали купцы из Германии и Польши, они покупали пушнину. Зимой в Москву ехали через Смоленск, летом — по Москве реке. Водный путь считался неудобным. В XVI веке в Москву приезжали преимущественно поляки. Согласно старинному русскому правилу, которое действовало с XV века, все привезённые товары должны были быть вначале предъявлены для выбора царской казне (как сообщал один англичанин, «царь был первым купцом России»). Это приводило к задержкам. В Новгороде это правило исполнялось не так строго, поэтому Великий Новгород был более крупным торговым центром, чем Москва. Немцы, шведы и ливонцы ездили в Новгород.
Крупнейшая ярмарка в XVI веке располагалась в устье реки Молога («Ярмарка Холопьего городка»). Торг продолжался четыре месяца. На ярмарку приезжали немцы, поляки, греки, итальянцы, литовцы, персияне. Основные товары: импорт — одежда, ткани, металлические изделия, экспорт — пушнина.
В XVI веке самым важным русским портом, через который осуществлялась морская торговля с Западной Европой, был Ивангород. Через него вывозились воск, лен, конопля, рыбий жир, ворвань, меха, сало, ввозились оружие и цветные металлы, золото и серебро в виде слитков и монеты, сера, квасцы.
В начале XVI века в Новгороде торгуют фламандцы, литвины. В XVII веке Новгород стал центром импорта металлов: медь, свинец и железо; за границу из Новгорода вывозят зерновые. В Пскове торговали ливонцы, они в больших количествах покупали воск и мёд.
В Вологде был складочный пункт льна и сала. Из Вологды их отправляли в Новгород. В Устюге проходила меновая торговля мехом. 

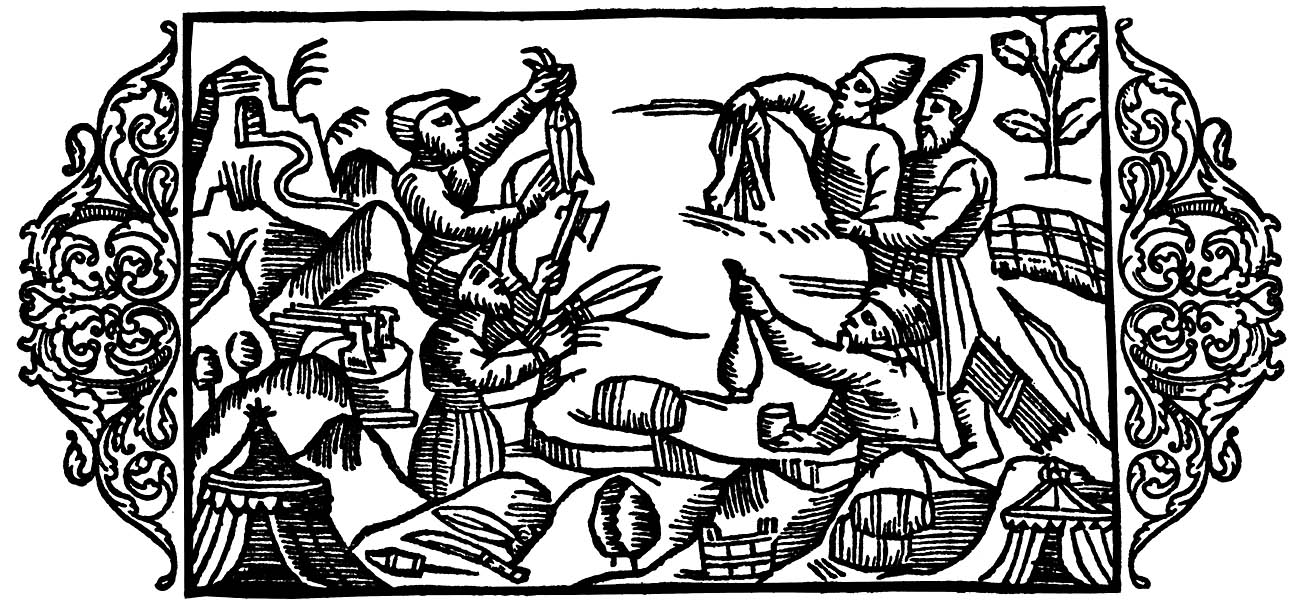
Норвежцы и русские обмениваются товарами. Олаф Магнус, 1555

Уже в 1450-х годах у Мурманского берега регулярно появлялись торговые суда норвежцев, датчан и голландцев, заходившие в бухту у мыса Кигор (Кегор) на северной оконечности полуострова Рыбачий. Они привозили золото, серебро, серебряную посуду, олово, ювелирные изделия, жемчуг, разные сукна, муку, пиво, вино, обменивая их у русских, лопарей и карел на треску, семгу, рыбий жир, пушнину, сало и кожи морских животных. Вероятно, в те же годы иностранные купцы стали посещать и Печенгскую губу, где завели такую же торговлю с богатым Печенгским монастырем. Затем они появились в Кольской губе и на Соловецких островах. В 1570-х—первой половине 1580-х годах центр этой торговли переместился в Колу
В 1570-е годы английская Московская компания, получившая монопольное право торговли на северном побережье, построила в устье Северной Двины на Ягорном острове, напротив Николо-Корельского монастыря склады, через которые она начала торговлю. В 1584 году ниже по Двине был основан Архангельск, и торговля переместилась туда. После Смутного времени в результате шведской интервенции начала XVII века Ивангород перешел к Швеции, и Архангельск стал единственным российским морским портом, поэтому торговля через него с Западной Европой получила определяющее значение. В Архангельске ежегодно устраивались международные ярмарки. Уже в начале царствования Михаила Федоровича голландцам удалось перехватить у англичан инициативу и стать главными поставщиками в Россию колониальных товаров (шелк-сырец, краски, москательные товары, камлоты, парча, штофные изделия), а также сукон и холстов собственного производства. Что касается экспорта, то не только частные купцы, но и сам царь отправлял в Архангельск большое количество кож, воска, поташа, пеньки, льна для обмена на привозные товары.
В XV веке в Казани русские купцы закупали меха (в основном, белку) и бухарские шелковые ткани.
В конце XV века между Москвой и Астраханью ходили караваны. Основными товарами были соль и лошади. Караваны шли вдоль Волги.
Другой путь на юг шел по Дону до Азова, и по Азовскому морю до Кафы. Третий маршрут проходил по Днепру до Вязьмы. Вязьма была крупным складочным пунктом. Из Киева караваны шли по суше до Кафы.

## Англия
В 1551 году в Англии была создана компания «Mystery and Company of Merchant Adventurers for the Discovery of Regions, Dominions, Islands, and Places unknown» (сокращённо «Mystery»). Основателями компании были Себастьян Кабот (Sebastian Cabot), Ричард Ченслор (Richard Chancellor), и сэр Хью Уиллоби (Hugh Willoughby). Компания намеревалась найти северо-восточный проход в Китай, и разрушить торговую монополию Испании и Португалии.
В декабре 1555 году Иван Грозный даровал Московской компании первые привилегии. Ей разрешалась беспошлинная торговля, но с условием, чтобы привозные товары сначала предъявлялись для выбора и закупки в царскую казну. В 1556 году англичане получили в подарок дом в Москве на Варварке, в котором им разрешалось держать меры и весы с царским клеймом. В 1567 году Московской компании были дарованы новые привилегии: за ней закреплялись дома, приобретенные к тому времени в Москве и других городах, в этих местах допускалась розничная торговля, также разрешалось учреждение складов в ряде городов, компания получила право транзитной торговли с Персией и Средней Азией. Только судам, принадлежавшим Московской компании, предоставлялось право приставать на всем северном побережье, ей даже было разрешено захватывать иностранные корабли, которые попытались бы участвовать в такой торговле, с тем, однако, условием, чтобы половину добычи отдавать в царскую казну.
В 1570-е годы Московская компания в устье Северной Двины на Ягорном острове, напротив Николо-Корельского монастыря, построила дом и товарные склады, где происходила торговля. Отсюда импортные товары на дощаниках и насадах вывозились к Холмогорам и Вологде. Среди них особое место занимали оружие и боеприпасы (селитра, сера, свинец). Их поставка вызывала негативную реакцию со стороны Польши, Ганзейского союза и Швеции и поэтому не афишировалась. Английскому правительству не раз приходилось заверять эти  государства, что его подданные «не снабжают Россию оружием».
В 1583 году был подписан царский указ об основании Архангельска, и уже в следующем году состоялась закладка этого города на Двине ниже Ягорного острова. Уже в навигацию 1585 году к Архангельску пришли голландские, гамбургские и некоторые английские корабли, но лишь в 1591 году правительство заставило англичан переселиться в Архангельск и перенести туда товарные склады с Ягорного острова.

## Голландия
Голландцы постоянно получали значительные привилегии, но меньшие, чем Московская компания. Они имели свои дворы в Архангельске, Москве, Вологде, Холмогорах, Усть-Коле и освобождались от обязанности останавливаться на общественных гостиных дворах.
В XVI веке в устье Двины могли заходить только корабли Московской компании — поэтому голландцы, фламандцы и датчане торговали через Ревель, Ригу и Дерпт. После Ливонской войны голландские корабли начали приходить в Архангельск.

## Города Ганзейского союза
Во времена правления Ивана III Ганзейский союз пытался препятствовать развитию внешних связей Русского государства. Ревельский городской совет задерживал художников и мастеров, ехавших на службу в Москву (например, Дело Шлитте). В Дерпте и Риге задерживались и грабились псковские купцы. В результате в 1444 году началась война с Ливонским орденом. В 1492 году был построен Ивангород. В Ревеле сожгли двух русских торговцев. В ответ на это Иван III закрыл ганзейскую контору в Новгороде, задержал купцов и конфисковал их имущество.
В 1539 году московские бояре подтвердили торговый договор с Ганзой.
После падения Новгорода ганзейские города утратили своё влияние в России. После завершения Ливонской войны ганзейские города хотели вновь открыть свою контору в Новгороде, но этому препятствовали ливонские города и внутренние противоречия в Ганзейском союзе. В 1593 году Любек от лица ганзейских городов отправил в Москву посла Захария Майера. Любек просил возобновить торговые связи, даровать немецким купцам право торговать в России свободно и беспошлинно, держать собственные подворья. Царь Фёодор выдал им жалованную грамоту, по которой им было позволено свободно торговать в Ивангороде, Новгороде и Пскове, уплачивая обычную для всех пошлину.
Эта грамота плохо исполнялась, и в 1603 году Любек с другими городами вновь обратился к царю. Царь разрешил им свободно торговать в Новгороде и Пскове, плавать в Архангельск и Xолмогоры, обещал покровительство ганзейским купцам. Вскоре в Россию начали приезжать купцы, которые выдавали себя за жителей Любека. После этого пошлины для Любека были установлены наравне с другими торговцами.
При Михаиле Фёдоровиче ганзейские города снова просили о свободной торговле в России. Права были выданы, но ганзейцы нарушали правила торговли. После этого ганзейским купцам было запрещено ездить в Россию. Лишь единицы из них получали жалованные грамоты.
Алексей Михайлович в 1652 году выдал новую грамоту Любеку на право торговли в России с уплатой всех пошлин. Кроме этого купцам было позволено привозить в Москву узорочные товары для царской казны и ефимки. В XVI веке торговля ганзейских городов с Россией совершалась через Ливонию, а с XVII века через Архангельск.

## Швеция
Торговля с Швецией незначительна по объёмам. Местное население, живущее вдоль границ, занималось контрабандной торговлей. Из Швеции вывозилось железо, из России вывозился хлеб.
При Иване III торговля с Швецией пришла в упадок. Василий III заключил торговый договором с Густавом Васой. Шведским купцам была предоставлена свобода торговать во всей России, иметь своё подворье в Новгороде. В 1537 году был заключён новый договор о взаимной торговле. При Иване Грозном был заключён договор, по которому русским купцам разрешалось проезжать через Швецию в другие страны на шведских кораблях, шведы получили разрешение торговать в Новгороде, Москве, Казани и Астрахани, а также проезжать в Индию и Китай.
В 1595 году шведам была выдана привилегия на свободную торговлю в России. Шведские купцы могли свободно плавать по Ладожскому озеру, подниматься по реке Нарва, входить в Чудское озеро, приезжать в Псков. Шведские купцы могли торговать в Москве, Новгороде, Пскове, держать свои подворья в Новгороде, Пскове и Москве. Шведы разрешили русским купцам ездить с товарами в Швецию, Финляндию и Эстляндию.
Эти привилегии были восстановлены после Столбовского мира. В Новгороде шведы могли свободно торговать и держать свою контору, купцы из других стран могли торговать в Новгороде только с жалованными грамотами от русского царя. Русские торговые корабли ходят в Выборг, Ревель и Стокгольм.
После заключения Кардисского договора шведские купцы получили право свободно торговать по всей России, но преимущественно в Москве, Новгороде, Пскове, Ладоге, Ярославле, Xолмогорах, Переяславле, Тихвине. Они могли иметь свои подворья в Москве, Новгороде, Пскове и Переяславле. Российские купцы могли торговать в Стокгольме, Риге, Выборге, Ревеле, Ижоре, Нарве и других городах.
Во второй половине XVII века несколько раз запрещалось вывозить в Швецию хлеб и продовольствие. Например, в 1685 году было запрещено вывозить свиное и говяжье сало, мясо в Швецию. В 1649 году запрещалось вывозить хлеб.

## Речь Посполитая и Литва
Из-за войн и приграничных конфликтов купцы из Польши и Литвы могли торговать только в порубежных городах. В 1678 году полякам разрешили приезжать в Москву, а русским купцам можно было торговать в Варшаве, Кракове и Вильно с уплатой всех пошлин. Русским было разрешено торговое плавание по Западной Двине. Вечный мир 1686 года подтвердил эти условия.

## Греция, Византия и Турция
После завоевания Константинополя в Россию стали приезжать не только греки, но и турки. В 1499 году Иван III посылал в Турцию послов и получил для российских гостей свободу торговли во владениях султана.
При Василии III турецкий посол Искандер три раза приезжал в Москву для покупки товаров. В 1576 и 1580 годах в Москву приезжали посольства султана для закупок. В царствование Ивана Грозного турецкие купцы торговали в Москве, российские гости торговали в турецких владениях. При Фёдоре Ивановиче в 1594 году был заключён договор с Турцией, но торговля оставалась не значительной.
Греки и молдаване привозили в Москву драгоценные камни, жемчуг, украшения, турецкие ткани.
Греки, как единоверцы, пользовались особыми привилегиями. Некоторые из них постоянно жили в Москве на греческом дворе. В середине XVII века греки торговали в Путивле, который был пограничным городом на юге Русского государства. После введения в России торгового устава 1667 года греческие торговцы были обложены пошлинами наравне с торговцами из других стран. Если купцы торговали за золотые монеты и ефимки, то они освобождались от пошлин.
Греческие торговцы провозили контрабандные товары, торговали поддельными драгоценными камнями, поэтому им было запрещено торговать в России. В 1676 году им вновь было позволено торговать в Путивле.

## Персия, Бухара, Шемаха и другие восточные страны
После завоевания Астрахани началась торговля с Хивой, Бухарой, Шемахой. В 1557 и 1558 годах к Ивану Грозному приезжали послы из Хивы и Самарканда. В 1563 году был заключён договор с Шемахой, с бухарцами в 1567 и 1569 годах. Русские купцы ездили в Бухару и Хиву.
В 1668 году Алексей Михайлович даровал хивинским купцам право свободного приезда в Астрахань.
Бухарцы привозили товары из Индии. Бухарцы, кроме Астрахани, торговали в Тобольске на гостином дворе. Вероятно, в Тобольске бухарские купцы были объединены в некую корпорацию, поэтому в документах того времени они назывались Тобольские бухарцы. Михаил Фёдорович выдал бухарцам привилегию торговать в Казани, Астрахани и Архангельске. Им разрешалось нанимать подводы, покупать корабли, быть свободными от присмотра воевод. В 1686 году эта привилегия была подтверждена. Во второй половине XVII века бухарцам было запрещено вывозить из Тобольска пушнину, что привело к снижению торговых оборотов.
Особо близкими были торговые отношения с Персией. Персия, как и Россия, находилась в неприязненных отношениях с Турцией. При Михаиле Фёдоровиче из Москвы ежегодно в Персию отправлялись посольства для закупки товаров.
В 1634 году была создана Голштинская компания. Компания получила право на 10 лет проезжать через Россию для торговли с Персией. Компания была обложена большими пошлинами, и торговля не приносила прибылей.
При Алексее Михайловиче торговые отношения с Персией значительно расширились. В 1664 году шах Аббас II даровал российским гостям право на свободную торговлю в персидских владениях без уплаты пошлин. Местным властям было указано оказывать особые почести российским гостям.
Основная торговля с Персией шла через Астрахань. В Астрахани для персидских купцов был построен Гилянский двор. В Москве персидские купцы останавливались на посольском дворе. Как и греческие купцы, они получали подённый корм хлебом и мясом, дрова и сено.
Из Персии вывозился шёлк. Монополия на торговлю шёлком принадлежала царской казне. Российские купцы, закупившие шёлк, были обязаны продать его казне. В 1667 году торговля шёлком была передана Армянской компании.

## Армянская компания
Армянская компания — корпорация армянских гостей. Компания создана армянами Стефаном Ромаданским и Григорием Лушковым.
Компания обязалась закупать в Персии шёлк и ввозить его в Россию. Компания для доставки шёлка выбрала два маршрута: по Каспийскому морю и сухопутным путём — через город Терек. Если шёлк не продавался в Астрахани, компания могла его продавать в Москве и приграничных городах: Новгород, Смоленск, Архангельск. Если шёлка было очень много, компания могла его продавать за границей.
Компания также торговала другими товарами, например, верблюжьей шерстью.
Компания облагалась пошлинами. Беспошлинно можно было возить 10 пудов грузов для личного пользования, включая табак. Россия предоставляла вооружённую охрану для проезда по Волге. В случае кораблекрушения царская казна возмещала убытки компании.
Российские гости подавали царю челобитные с просьбой ограничения прав Армянской компании. В 1673 году был заключён новый договор с Армянской компанией. Компании было запрещено вывозить персидские товары за границу, царская казна не возмещала убытки от кораблекрушений и грабежа. У шаха была получена грамота, запрещающая продавать шёлк никому, кроме Армянской компании. Армянская компания должна была ввозить шёлк только в Россию. Таким образом, персидский шах хотел лишить прибылей турецких купцов.

## Индия
В 1533 году Москву посетило посольство султана Бабура. Царь пожелал установить торговые отношения. После завоевания Астрахани индийские купцы торговали через этот город.
Первое посольство в Индию отправилось в 1646 году. Алексей Михайлович отправил послом князя Козловского и с ним двух купцов: казанского Сыроепина и астраханского Тушкалова. Купцам было выдано 5000 рублей для закупок индийских товаров. Они должны были узнать о торговых путях, таможенных правилах и местных законах. Персидский шах не пропустил русское посольство в Индию под предлогом опасного пути. Алексей Михайлович желал установить торговые отношения с Индией и приказал воеводам оказывать большое внимание индийским купцам в Астрахани. Индийцам было даровано посещать не только Астрахань, но и другие города. В 1650 году индийские купцы Солокна и Лягунт продавали ткани в Ярославле, в Москву привезли индийскую камку. В 1651 году гость Шорин с грамотой царя отправил приказчиков Никитиных в Индию, но они также не достигли своей цели.
В 1669 году Алексей Михайлович отправил посла Бориса Пазухина в Бухару и Хиву для разведывания торговых путей в Индию. Пазухин вернулся в Москву в 1673 году. Находившиеся в Москве индийские купцы, скорректировали маршрут, предложенный Пазухиным, и в 1675 году был отправлен караван под руководством посла Мамет-Юсупа Касимова. В 1676 году караван достиг Кабула. Властитель Кабула сообщил о гостях султану, но тот не захотел устанавливать торговых отношений с христианами. Товары и подарки каравана опечатали; их выкупил султан по своей цене за вычетом пошлин. После этого отношение к индийским купцам в России изменилось, и в 1688 году им запретили торговать где-либо, кроме Астрахани.
В 1695 году был отправлен ещё один караван под руководством купца Семёна Маленького. Караван получил в Индии грамоту от султана, разрешающую беспрепятственный проезд, но на обратном пути караван был ограблен морскими разбойниками.

## Торговля с Сибирью и Китаем

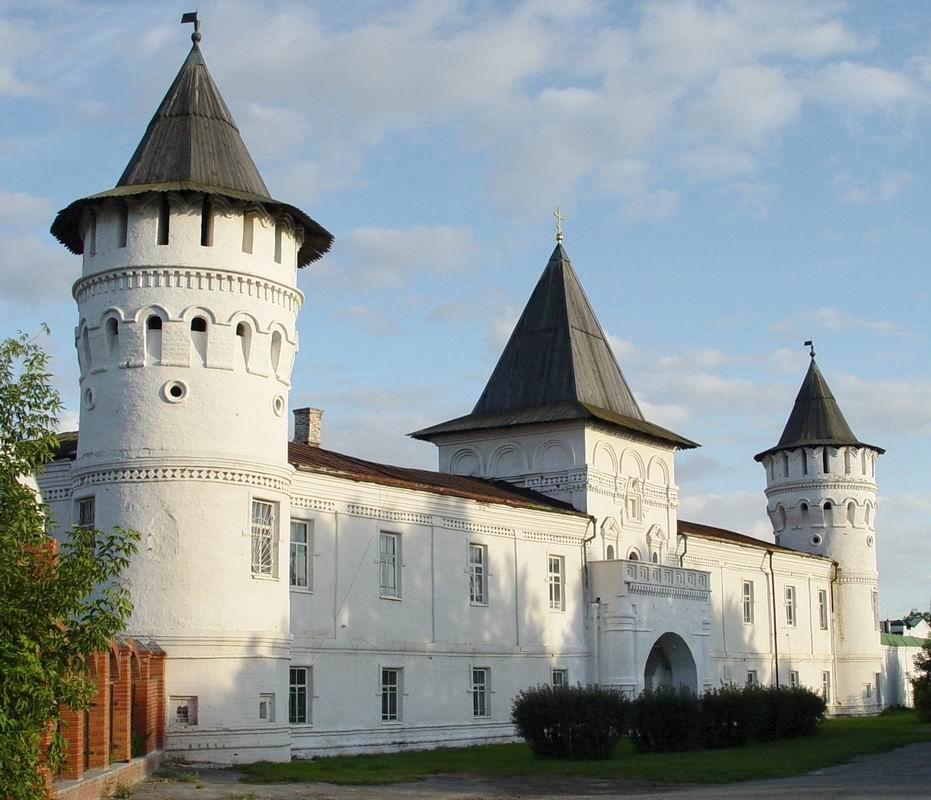
Тобольский гостиный двор.

В конце XVI века русские купцы начали возить в Сибирь хлеб, ткани, одежду, кожи, оружие. Из Сибири вывозили пушнину. Во второй половине XVII века в Сибирь начинают завозить иностранные товары.
Соликамск стал складочным местом для торговли с Сибирью. Из Соликамска волоком товары перевозили в Верхотурье, который считался первым сибирским городом. В Верхотурье была построена таможня, в которой собирались пошлины и проверялись проезжие грамоты. Заставы для сбора пошлин — Собская и Обдорская.
Из Верхотурья на казённых досчаниках товары привозили в Тобольск. В Тобольске был построен гостиный двор. Бухарским купцам была выдана привилегия на торговлю в Тобольске, калмыки перегоняли лошадей для продажи в Тобольске.
В 1654 году состоялось посольство в Китай Фёдора Байкова, сибирского казака Малинина и бухарца Бабурель-Бабаева с товарами. Байков вернулся в Тобольск в 1658 году. После него в Китай ездил тарский сын боярский Иван Перфильев, а в 1675 году Николай Спафарий.
Торговля с Китаем проходила через Тобольск. Основные товары — шёлковые ткани, драгоценные камни, фарфор, чай, ревень. Из Тобольска часть китайских товаров отправлялась в Астрахань для продажи за границу.
В 1689 году Фёдор Головин заключил Нерчинский договор с Китаем, после этого возникли постоянные торговые отношения.

## Жалованная грамота
Право на оптовую торговлю в России давала Жалованная грамота. Жалованная грамота выдавалась на конкретного человека, а не на компанию. Жалованная грамота освобождала торговца от местных судов — его могли судить только в Посольском приказе. Но если иностранный гость хотел судиться с русским контрагентом, то дело рассматривалось в том приказе, которому подчинялся ответчик.
В 1628 году члены Московской компании получили право судиться только в Посольском приказе. В 1653 году такое право было даровано всем иностранцам, но на деле их продолжали вызывать в суды различных приказов.

## Российские товары
«Пять больших товаров»: лён, пенька, сало, юфть, кожи. Пять больших товаров иностранцам продавала царская казна. Алексей Михайлович к этим товарам добавил соболей, поташ и смольчуг. В 1664 году царская монополия была отменена, вместо неё были увеличены пошлины.
Казна также торговала воском, хлебом, ревенем. Соль продавалась в Швецию и Литву. Продажа соли и продовольствия за границу часто запрещалась. Хлеб продавался через Архангельск и Нарву.
Другие товары: канаты, ткани, конопля, алебастр, корень солодки. Поташ покупали Голландия и Фландрия. Лес за границу вывозился через Двинский порт и по Западной Двине.

## Импортные товары
В Россию завозились металлы: железо, медь, свинец, олово (как необработанные, так и в изделиях), драгоценные металлы в слитках, изделиях и монетах.
Также ввозились: ткани, бумага, стекло в листах, посуда, бакалея, сахар, специи, вина, уксус.
Заповедные товары — товары, запрещённые для ввоза: табак, водка (с 1640 года).